# 中村一榮
中村一荣（?—1604年(庆长9年））通稱彥又卫门，中村一氏之弟，並一同侍奉羽柴秀吉。
天正18年（1590）兄長一氏跟随德川家康转封于江戶及之后的骏府城，而一荣成为三枚桥城城主。庆長5年（1600）关原之战隶属东军，替卧病在床的兄长参加会津征伐。
一荣在小山评定之后，改变立场加入东军。与桂市兵卫、织田四郎左卫门、鈴木胜元等攻打犬山城使之开城降服。在杭濑川之战中遭遇西军岛左近等人伏击，阵营中超过30人被杀。关原之战中，与外甥一忠在垂井布阵，与驻扎在南宮山的毛利军对峙。
战后，与外甥一忠在米子获得了加増转封，領有八桥城3万石。一忠在战争发生时只有11岁，因为年轻，由重臣横田村诠担任后见役处理藩政。四年后（1604）病逝。法号万祥寺大岳院周绩代居士。